# Билдал
Билдал (на шведски: Billdal) е град в югозападната част на Швеция, на територията на лените Вестра Йоталанд и Халанд и на общините Гьотеборг и Кунгсбака. Разположен е на брега на пролива Категат. Намира се на около 400 km на югозапад от столицата Стокхолм и на около 15 km на юг от центъра на лена Гьотеборг. Населението на града е 15 036 жители, по приблизителна оценка от декември 2017 г.